# Біличин
Біли́чин —  село в Україні, у Барській міській громаді Жмеринського району Вінницької області.

## Географія
Селом протікає річка Струмок Рів, права притока Лядової.

## Історія
У 1885 році входило до складу Терешківської волості Могилівського повіту Подільської губернії.
У 1922 році входило до складу Ялтушківської волості Жмеринського повіту.
12 червня 2020 року, відповідно до Розпорядження Кабінету Міністрів України № 707-р «Про визначення адміністративних центрів та затвердження територій територіальних громад Вінницької області», увійшло до складу Барської міської громади.
19 липня 2020 року, в результаті адміністративно-територіальної реформи та ліквідації Барського району, село увійшло до складу Жмеринського району.
Відомі мешканці
Мартинюк Богдан Миколайович ( 2001 р. н. - 05.10.2023) Учасник російсько-української війни.
Морендель Дмитро Миколайович (1999 р.н-13.05.2023) Учасник російсько-Української війни https://barnews.city/articles/287140/na-vijni-zaginuv-zahisnik-geroj-z-s-bilichin-dmitro-morendel-

## Пам'ятки
У селі є пам'ятки:
- Садиба Рудзських[4], XIX ст.;
  - Палац садиби Рудзських[5], середина XIX ст.;
  - Господарський флігель садиби Рудзських[6], 1-ша половина XIX ст.;
- Парк[7], середина XIX ст.;
- Пам'ятник 65 воїнам-односельчанам, загиблим на фронтах Великої Вітчизняної війни[8], 1982. Пам'ятка розташована у центрі села.

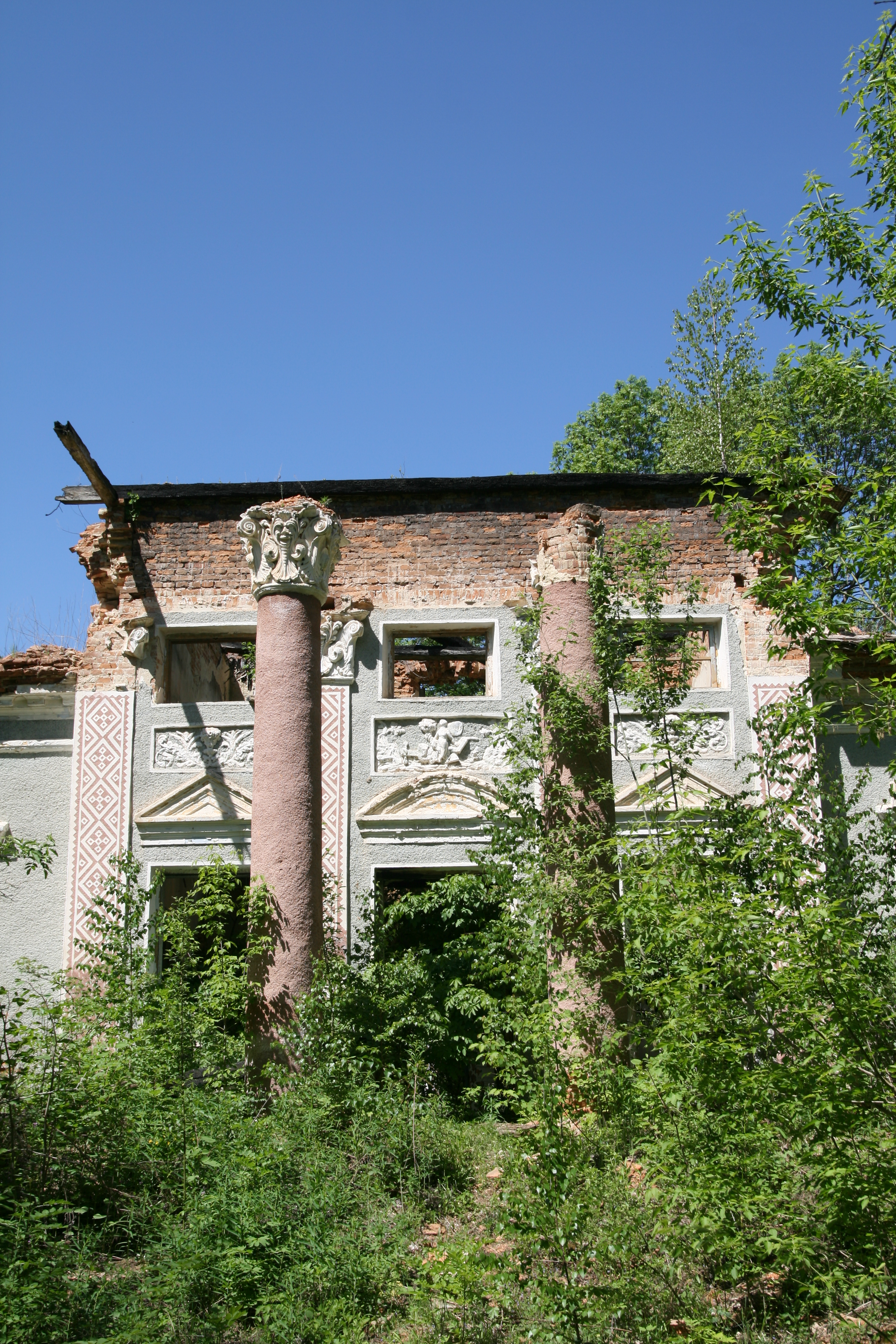
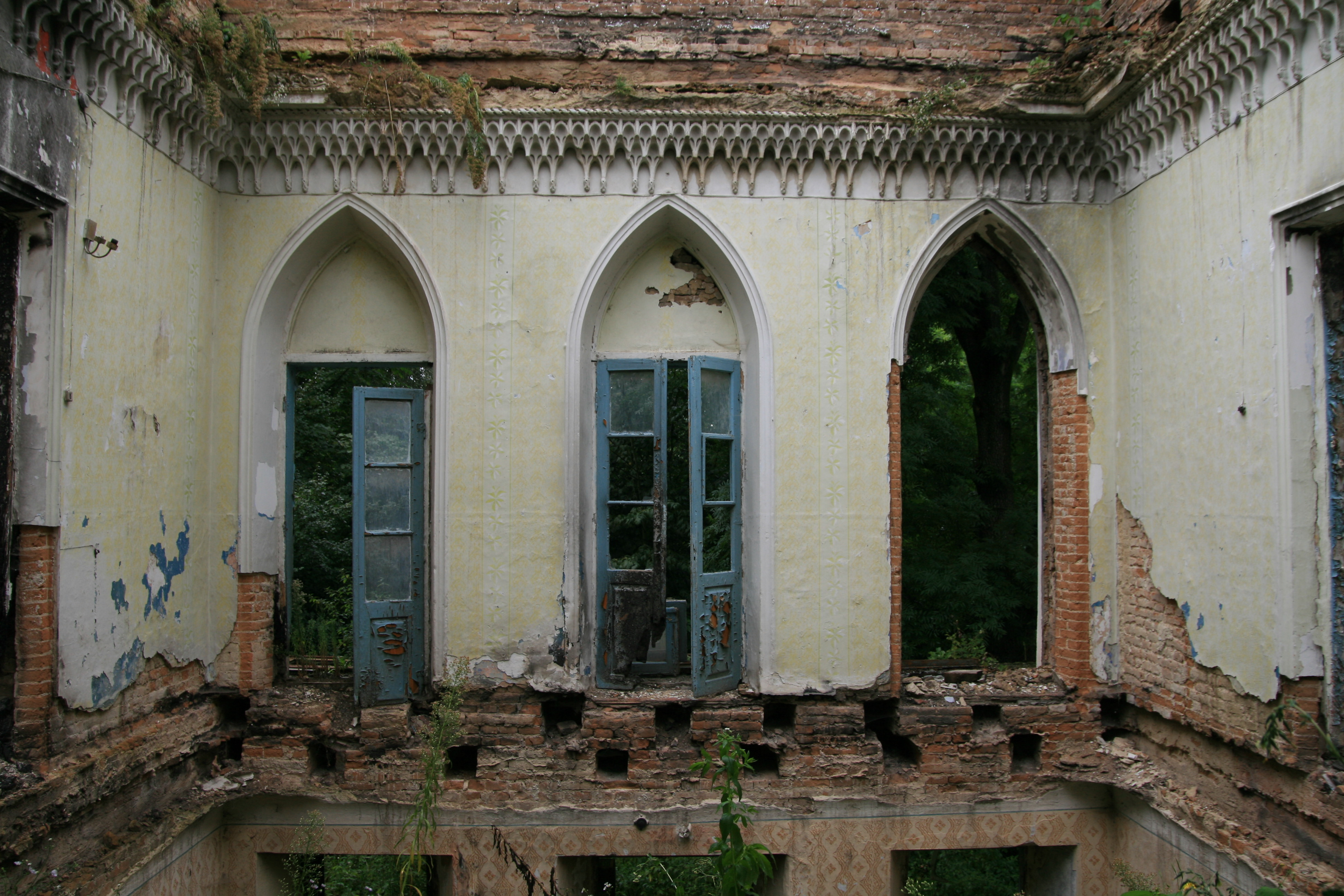